# A0620-00
A0620-00 (též V616 Monocerotis) je dvojhvězdný systém obsahující černou díru a oranžového trpaslíka. Nachází se ve vzdálenosti přibližně 3 300 světelných let v souhvězdí Jednorožce. Tento systém je jedním z nejbližších známých systémů obsahujících černou díru.

## Složení systému
Systém obsahuje:
- Černou díru s hmotností přibližně 5,86 ± 1,24 hmotnosti Slunce. Tato černá díra není přímo pozorovatelná, ale její přítomnost je odvozena z gravitačních vlivů na druhou složku systému.[2]
- Klasickou hvězdu spektrálního typu K2 V s hmotností přibližně 0,34 ± 0,03 hmotnosti Slunce.[3]

Obě složky obíhají kolem společného těžiště s periodou 7,75 hodin. Černá díra přitahuje materiál z hvězdy, který vytváří akreční disk. Tento disk je zdrojem rentgenového záření a viditelného světla.

## Historie pozorování
Systém byl poprvé pozorován jako rentgenová nova v roce 1917 a poté znovu v roce 1975, kdy byl rentgenový výbuch detekován družicí Ariel 5. Během tohoto výbuchu byl A0620-00 nejjasnějším známým zdrojem rentgenového záření. Přítomnost černé díry byla potvrzena v roce 1986 na základě gravitační analýzy.

## Stephen Hawking a vysílání k černé díře
V roce 2018 bylo k systému A0620-00 vysláno rádiové vysílání jako pocta zesnulému fyzikovi Stephenu Hawkingovi. Vysílání, obsahující poselství míru a naděje, bylo odesláno z evropské stanice Cebreros Station. Signál dorazí k černé díře v roce 5475.

## Zajímavosti
A0620-00 je nejbližší známá černá díra, která byla podrobně zkoumána. Její akreční disk a rentgenová aktivita poskytují vědcům unikátní příležitost studovat procesy spojené s černými dírami a jejich interakcí s okolní hmotou.